# Isabelle Racicot
 (juillet 2013).
Isabelle Racicot, née le 9 mars 1972 à Montréal, est une animatrice de télévision et de radio canadienne.

## Biographie

### Radio
À la radio, Isabelle Racicot a coanimé de 2005 à 2007 Tout l’monde debout à Rock Détente avec André Robitaille.
De 2007 à 2009, elle a coanimé avec Éric Salvail : Salvail, Racicot pour emporter sur l’ensemble du réseau NRJ.
De 2012 à 2014, elle a été collaboratrice et parlé d’actualité artistique aux gens de la région de Québec, dans l’émission Rouge Café animée par Caroline Dumont, au 107,5 Rouge FM.
De 2012 à 2015, elle anima à la radio anglophone sur Virgin Radio 96 le Virgin Radio's Hit 20. Chaque semaine elle présente les plus grands hits de l’heure, accompagnés des nouvelles des vedettes musicales.
De 2014 à 2016, sur l'heure du dîner, elle se joint à Joël Legendre pour l'émission quotidienne En première classe, qui mélange musique et divertissement.
De 2017 à 2020, elle anima l’émission de radio anglophone Seat at the Table sur les ondes de CBC avec Martine St-Victor.
De 2018 à 2021, elle fut chroniqueuse à l’émission Plus on est de fous, plus on lit, sur les ondes de Radio-Canada.
Depuis 2021, Isabelle Racicot est maintenant coanimatrice du retour à la maison sur les ondes de CFGL-FM (Rythme 105.7).

### Télévision
En 1997, Isabelle Racicot obtient un poste de recherchiste à Musique Plus pour l’émission Box-office. C’est le début d’une carrière en télévision. Deux ans plus tard, elle devient reporter à l’émission culturelle Flash, animée par Patricia Paquin et Alain Dumas. Au cours des sept ans passés à Flash, elle a parcouru la planète pour interviewer les plus grandes stars et couvrir les plus grands évènements culturels (Oscars, Festival de Cannes, Toronto, Sundance, les Grammy et People’s Choice Awards, etc.)
Parfaitement bilingue, elle a été reporter pour l’émission anglophone Just for Laughs (CBC) en 2002 et elle a collaboré à l’émission hebdomadaire Au Courant (CBC Newsworld) entre 2004 et 2005.
De 2007 à 2010, elle a animé Des idées de grandeur à Canal Vie, une émission sur le design et la décoration.
Au printemps 2009, on a pu la voir à TVA comme juge à La Collection aux côtés de Dick Walsh et Marie Saint-Pierre. Elle a repris ce rôle à l’automne 2010.
Elle a animé, de 2009 à 2012 le talk show matinal 2 Filles le matin sur les ondes de TVA. 
Elle a aussi animé les saisons 1 à 3 de Ça finit bien la semaine ;
Groupe  TVA avait annoncé qu’en 2013, Madame Racicot serait l’animatrice de La ligne du temps, une première production originale de la chaîne spécialisée Prise 2 où, au moyen de photos et d’extraits d’archives, elle allait revisiter le passé avec des invités en studio devant public.
TVA a décidé d'annuler La Ligne du Temps, pour des raisons budgétaires.
En 2014-2015 elle co-anime l’émission anglophone The Social à CTV.
De 2016 à 2018, elle a également été collaboratrice à l'émission de Pénélope McQuade Les Échangistes diffusée sur les ondes de Radio-Canada.
En 2018-2019, elle anima l’émission Je suis chef sur les ondes de V.
De 2019 à 2020, elle fut l’animatrice de Merci de partager sur les ondes de Canal Vie.
Depuis 2021, elle est chroniqueuse à l’émission On va se le dire sur les ondes de Radio-Canada.

### Autres implications
Le premier juillet 2014, Isabelle Racicot a animé, sur la colline du Parlement à Ottawa, avec l’Ontarienne Jully Black, le spectacle du midi diffusé partout au Canada. Le premier ministre, Stephen Harper, et le gouverneur général, David Johnston assistaient au spectacle.
Le 4 décembre 2015, elle lançait le site transactionnel et magazine lifestyle Picoum.com conçu dans le but de partager des coups de cœur, des découvertes et de mettre en lumière des entreprises et des produits canadiens.
Elle a également animé l'ouverture du 150 ans du Canada sur la colline du Parlement à Ottawa, avec Rick Mercer et plusieurs artistes canadien le 31 décembre 2016.
Elle a animé la Fête du Canada sur la Coline du parlement à Ottawa pour le 1 juillet en 2022, 2023 et 2024 en anglais et en français. 
Elle est également lieutenante-colonelle honoraire du Royal Montreal Régiment pour l’armée canadienne.

## Vie privée
Née d’un père haïtien et d’une mère canadienne, Isabelle Racicot a été adoptée par des parents canadiens français. Diplômée de l'université Concordia, elle habite Boucherville et est mère de deux garçons.

## Distinctions et mécénat
Isabelle Racicot a reçu trois prix de la SOUNDS OF BLACKNESS AWARD (S.O.B.A) alors qu’elle a été nommée « Personnalité féminine de l’année » et « animatrice télé de l’année » pendant trois années consécutives (2008, 2009, 2010). Elle est également porte-parole pour la FONDATION FILLES D’ACTION, un organisme sans but lucratif national qui soutient les filles et les jeunes femmes afin qu’elles réalisent leur plein potentiel.  De portée nationale, FILLES D’ACTION touche plus de 60 000 filles chaque année. En février 2016, le Consulat Général d’Haïti à Montréal lui a remis un prix qui est offert à diverses personnes issues de la communauté haïtienne pour souligner leur rayonnement dans leur domaine. Isabelle est aussi ambassadrice des SkySpas au Québec et de Yoga Jeans.